# دون سميث (مجدف)
دون سميث (بالإنجليزية: Don Smith)‏ هو مجدف أمريكي، ولد في 7 أبريل 1968 في نورث توناواندا في الولايات المتحدة.

## وصلات خارجية
- دون سميث على موقع الاتحاد الدولي للتجديف (الإنجليزية)
- دون سميث على موقع اللجنة الأولمبية الدولية (الإنجليزية)
- دون سميث على موقع أوليمبيديا (الإنجليزية)